# Куримахи
Курьимахи (дарг. Куримахьи) — село в Акушинском районе Дагестана. Входит в состав сельского поселения «Сельсовет Урхучимахинский».

## Географическое положение
Расположено в 4 км к северо-западу от районного центра села Акуша, на реке Акуша.

## Население
| 1926 | 1939 | 1970 | 1989 | 2002  | 2010  | 2021  |
| ---- | ---- | ---- | ---- | ----- | ----- | ----- |
| 423  | ↘144 | ↗639 | ↘588 | ↗1047 | ↗1144 | ↗1208 |

Известные уроженцы
- Магомед Абдусаламов (род. в 1981) — российский боксёр-профессионал, выступавший в супертяжёлой весовой категории.